# Ley de Foster

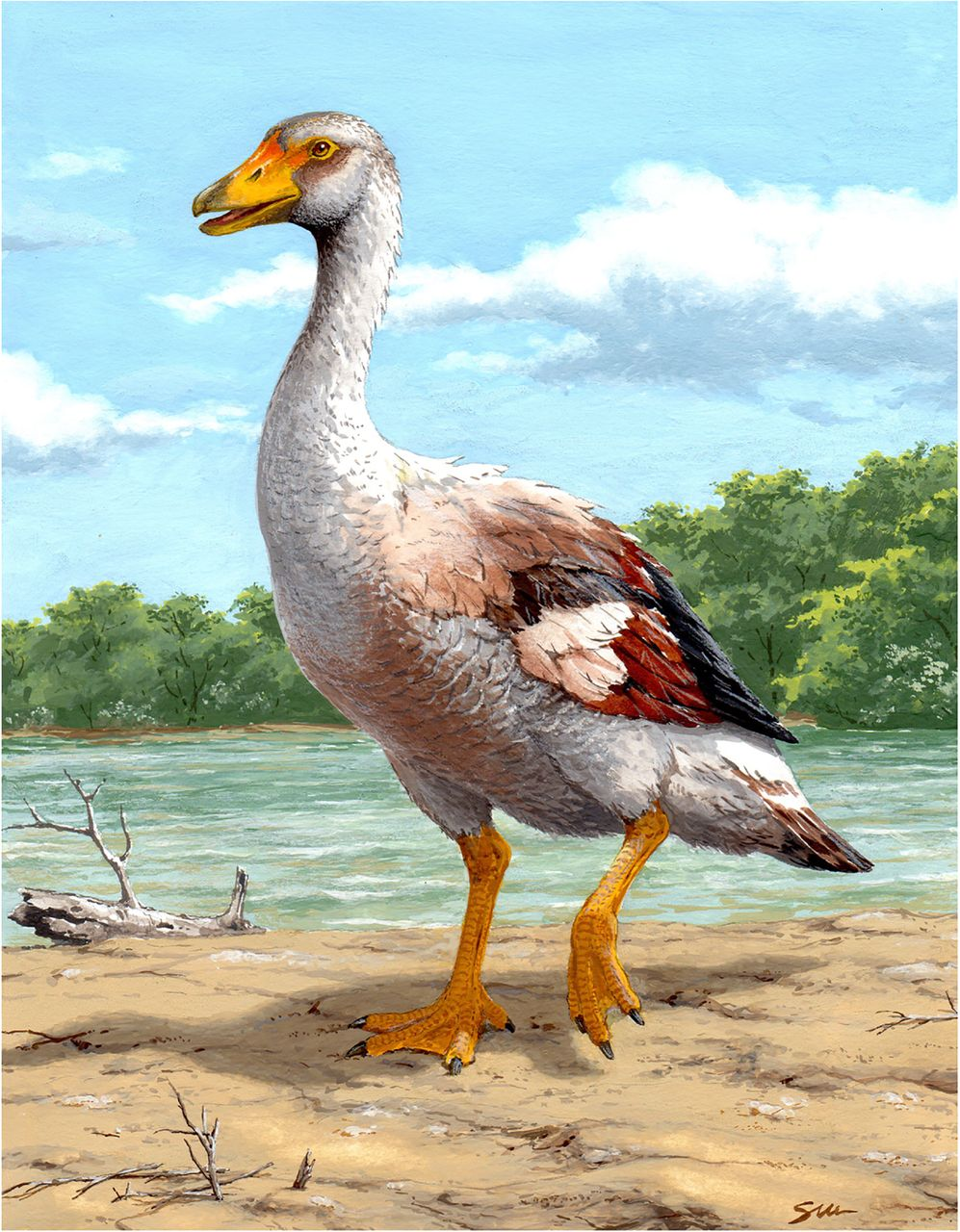
Garganornis ballmanni, un fósil de ganso gigante del Mioceno tardío

La Ley de Foster, también conocida como la Ley Insular o el Efecto isla, es un regla biogeográfica en biología evolutiva, que establece que los miembros de una especie reducen su tamaño (enanismo insular) o lo aumentan (gigantismo insular) dependiendo de los recursos disponibles en el entorno. Por ejemplo,  está sabido que el mammuthus exillis (mamuts enanos) evolucionó de mamuts normales en islas pequeñas. Caminos evolutivos similares han sido observados en elefantes, hipopótamos, boas, ciervos e incluso humanos.
La ley fue primeramente señalada por J. Bristol Foster en 1964. Para ello, comparó 116 especie de islas con variedades continentales. Propuso como explicación del fenómeno que criaturas pequeñas llegan a ser más grandes cuándo la presión predatoria es menor debido a la ausencia de algunos depredadores propios del continente, y las criaturas grandes devienen más pequeñas cuándo los recursos alimentarios están limitados debido a constreñimientos ecológicos del lugar.
La idea efue explicada en La Teoría de Biogeografía de las Islas, por Robert MacArthur y Edward O. Wilson. En 1978, Ted J. Case publicó un artículo más largo respecto al tema en la revista Ecology.